# وزارة الموارد المائية (الصين)
وزارة الموارد المائية في جمهورية الصين الشعبية (بالصينية: 中华人民共和国水利部) هي وزارة في الحكومة المركزية الصينية مسؤولة عن إدارة موارد المياه في الصين.

## وصلات خارجية
- الموقع الرسمي لوزارة الموارد المائية (إنجليزي)
- الإدارة البيئية في الصين - 中国 与 世界 ， 环境 危机 大家谈